# Edição dos Campeões
A Edição dos Campeões foi um especial publicado anualmente pela revista Placar entre 1980 e 2016. Nela eram publicados pôsteres dos campeões de cada ano pelo Brasil (e algumas vezes do exterior).

## História
Desde a origem de Placar, os campeões estaduais tinham destaque nas edições regulares da revista, com encarte de pôsteres e matérias sobre suas campanhas vitoriosas. Em 1980, foi lançada uma edição dedicada somente aos campeões estaduais (na época eram representados 22 campeonatos, sendo que da região Norte somente os vencedores amazonense e paraense tinham pôsteres publicados), com reportagens sobre o título e pôsteres em papel comum dos vencedores, com exceção dos principais Campeonatos Estaduais (Paulista, Carioca, Mineiro, Gaúcho, Baiano, Paranaense e/ou Pernambucano), que ganhavam pôsteres de seus campeões em papel mais nobre e formato maior. Este padrão foi mantido nos especiais desde sua origem até a edição de 1994, com pequenos detalhes a acrescentar nas linhas que seguem.

### Edição enxuta e o Almanaque dos Campeões
A edição de 1988 teve publicados somente reportagens e pôsteres de seis campeões estaduais (SP, RJ, MG, RS, PR e BA). No editorial, Juca Kfouri, então diretor de redação da Placar, justificou que aquela publicação teria apenas representantes dos Estados que já tinham produzido campeões nacionais.
Porém, na edição 971, de 20 de janeiro de 1989, foi encartado um álbum chamado "Almanaque dos Campeões", onde era relatada a trajetória dos 22 campeões estaduais da época. As "figurinhas" eram encontradas nas páginas das edições 971 e 972.

### Inclusão dos campeões nacionais e internacionais
A partir de 1989, foram incluídos os pôsteres e resenhas dos campeões nacionais, de clubes brasileiros vencedores de competições internacionais e das conquistas da seleção brasileira. Em 1990, houve a publicação somente da reportagem da seleção alemã, vencedora da Copa do Mundo daquele ano — foi a primeira seleção estrangeira retratada no especial. A revista seguiu com este modelo até 1994.

### Edição dos Campeões com clubes estrangeiros
Em 1993, foram publicadas duas Edições dos Campeões. A Placar número 1086, do mês de agosto, retratou sete campeões estaduais (SP, RJ, RS, MG, BA, ES e MS), já que os demais não tinham terminado no primeiro semestre. Além desses campeões, foram publicados os vencedores da Copa Libertadores (São Paulo), da Copa do Brasil (Cruzeiro) e do Mundial de Juniores (Seleção Brasileira). Pela primeira vez, os campeões da Copa dos Campeões da Europa (Olympique de Marselha), da Copa da UEFA (Juventus), da Recopa Europeia (Parma) e dos campeonatos nacionais estrangeiros (Italiano, Espanhol, Alemão, Português, Inglês e Argentino) tiveram espaço no especial.
Já a Placar número 1090, de janeiro de 1994, foi totalmente nacional, com a publicação dos demais estaduais não contemplados na edição 1086, além do campeão do Torneio Rio-São Paulo (Palmeiras), da Copa Conmebol (Botafogo), da Supercopa Libertadores (São Paulo), do Brasileirão (Palmeiras) e do Mundial Interclubes (São Paulo). Esta edição também teve um encarte com os vencedores da Bola de Prata de 1993 e o resumo do Campeonato Brasileiro.

### Última edição com reportagens
Em 1994, foi publicada a última Edição dos Campeões com reportagens dos vencedores da temporada. Esta contou com o título da seleção brasileira campeã da Copa do Mundo, além dos campeões nacionais, regionais e estaduais sempre presentes.

### O fim das matérias e o início de uma nova era
Com a fase denominada "Futebol, Sexo e Rock and Roll", a revista teve formato maior e não contou com as reportagens dos campeões. Porém, teve os grampos retirados e ganhou um papel mais nobre, tendo assim um aspecto de revista especial.
O especial manteve praticamente as mesmas características até 2005 (com formato menor em 1996 e tamanho comum da revista a partir de 1997), contando com os campeões dos campeonatos estaduais, nacionais e internacionais, como a Copa Libertadores da América, quando vencida por clubes brasileiros. Ainda contava com o pôster da seleção brasileira nas conquistas da Copa América, Copa das Confederações e a Copa do Mundo de 2002.

### Inclusão de pôsteres internacionais
Em 2006, a Edição dos Campeões ganhou pôsteres dos campeões nacionais de Itália, França, Inglaterra, Portugal, Espanha e Alemanha, e também dos vencedores da Liga dos Campeões da Europa e Copa da UEFA (atual Liga Europa), que se mantiveram até o final deste formato, que se deu em 2009.
Além disso, contou com pôsteres dos campeões da Libertadores não brasileiros pela primeira vez (de 2007 a 2009), da Itália (com o tetracampeonato conquistado na Copa do Mundo de 2006), da seleção argentina campeã olímpica de 2008 e da Espanha campeã da Eurocopa, também de 2008.

### Encarte da revista Bola de Prata e sua quase extinção
De 2010 a 2013, a Edição dos Campeões foi encartada na revista especial do Prêmio Bola de Prata. Neste novo formato, a publicação voltou a dar destaque aos campeões de nosso país, com exceções, como na edição de 2010, em que foram publicados os pôsteres da Inter de Milão campeã da Liga dos Campeões, e da Espanha campeã da Copa do Mundo. Nesse período, dificilmente apareciam os superpôsteres. Em 2014, a edição especial não foi publicada em papel: somente foram disponibilizados os pôsteres digitais no site da Placar para download gratuito.

### Fase Editora Caras
Com a aquisição do título Placar, a Editora Caras publicou a Edição dos Campeões em 2015 e 2016. A revista de 2015 contou com os tradicionais pôsteres dos campeões pelo Brasil e também teve pela primeira vez as fotos dos vencedores da Libertadores Feminina (Ferroviária), da Copa São Paulo de Juniores (Corinthians), Liga Nacional de Futsal (Carlos Barbosa) e do Campeonato Nacional de Seleções Estaduais (Copa Placar), vencido pela seleção paulista.
No ano seguinte, a Edição dos Campeões Estaduais voltou a ser publicada logo após o término da grande maioria dos certames pelo país, ainda no primeiro semestre. Esta teve o formato maior, em que cada campeão teve sua campanha e elenco publicados no verso da foto com os atletas. Pelo fato do lançamento deste especial, as tradicionais revistas-pôster dos vencedores dos principais estados não foram publicadas.

### Retorno à Editora Abril
Com o retorno da Placar à Editora Abril (com a publicação de novembro de 2016 marcando a nova fase), os pôsteres dos campeões do ano (exceto os já contemplados na Edição dos Campeões Estaduais) foram publicados na edição número 1423, de janeiro de 2017. Contou com superpôsteres encartados em papel especial dos títulos do Grêmio pentacampeão da Copa do Brasil e o título inédito da seleção brasileira nos Jogos Olímpicos de 2016, disputados no Brasil.
Os campeões dos Estaduais que se encerraram no segundo semestre (Amapá, Amazonas, Paraíba, Piauí, Rondônia e Tocantins), além dos pôsteres do Mundial de Clubes (Real Madrid), Copa América (Chile), Eurocopa (Portugal), Libertadores (Atlético Nacional), Sul-Americana (Chapecoense), Liga dos Campeões (Real Madrid), Liga Europa (Sevilla), além dos campeonatos Alemão (Bayern Munique), Espanhol (Barcelona), Francês (PSG), Inglês (Leicester), Italiano (Juventus) e Português (Benfica) foram publicados em páginas comuns da revista.